# جيم بروير
جيم بروير (بالإنجليزية: Jim Breuer) مواليد 21 يونيو 1967 في فالي ستريم، هو كوميدي وممثل أمريكي كان ضمن فريق عمل ساترداي نايت لايف.

## الأعمال
- تحسين المنزل
- حارس الحديقة
- ليف ومادي

## وصلات خارجية
- جيم بروير على موقع IMDb (الإنجليزية)
- جيم بروير على موقع ميوزك برينز (الإنجليزية)
- جيم بروير على موقع إن إن دي بي (الإنجليزية)
- جيم بروير على موقع ديسكوغز (الإنجليزية)
- جيم بروير على موقع قاعدة بيانات الفيلم (الإنجليزية)
- الموقع الرسمي